# ジョン・ガルシア・ソッサ
ジョン・エリアン・ガルシア・ソッサ（Jhon Elian García Sossa , 2000年4月13日 - ）は、ボリビア・サンタクルス県サンタ・クルス・デ・ラ・シエラ出身のプロサッカー選手。ポジションはMF。

## 来歴
2017年5月24日、チリのCDウアチパトと契約。2018年3月31日のエベルトン・デ・ビニャ・デル・マール戦で、プロデビューを果たした

## 代表歴
2017年にU-17のボリビア代表に招集。翌2018年には、飛び級でフル代表に招集され、3月23日のキュラソー戦でフル代表戦デビューを果たした。